# Agkonia miranda
Agkonia miranda är en fjärilsart som beskrevs av George Francis Hampson 1900. Agkonia miranda ingår i släktet Agkonia och familjen björnspinnare. Inga underarter finns listade i Catalogue of Life.